# Anyone But Me
Anyone But Me est une web-série américaine co-écrit et réalisé par Tina Cesa Ward. Le premier épisode a démarré le 8 décembre 2008 sur la chaîne Strike.TV (en).

## Synopsis
Lorsque Vivian McMillan (Rachael Hip-Flores), 16 ans, doit déménager de New York en banlieue, ses relations passées et présentes sont mises à l'épreuve.

## Fiche technique
- Titre original : Anyone But Me
- Réalisation : Tina Cesa Ward
- Scénario : Tina Cesa Ward, Susan Miller (en), Steven Alexander
- Monteur : Tina Cesa Ward, Connor Kalista
- Musique : Rachael Cantu
- Directeur de la photographie : Ava Berkofsky, Raphe Wolfgang, Mike Hechanova, Aram Bauman, Liz Hinlein, Axel Ebermann
- Producteur : P.J. Palmer, Allison Vanore, Leslie Jaye Goff, Zelda Hallman, Sergei Krasikov, Steven Alexander
- Producteur exécutif : Tina Cesa Ward, Susan Miller, Lida Orzeck
- Production : Anyone But Me
- Pays d'origine :  États-Unis
- Langue d'origine : anglais américain
- Lieux de tournage : New York, État de New York, États-Unis
- Genre : Comédie dramatique, romance saphique

## Distribution
- Rachael Hip-Flores : Vivian McMillan
- Nicole Pacent : Aster Gaston
- Jessy Hodges : Sophie (24 épisodes)
- Alexis Slade : Elisabeth Matthews (18 épisodes)
- Mitchell S. Adams : Jonathan Kerwin (17 épisodes)
- Barbara Pitts : Jodie Nevan (14 épisodes)
- Joshua Holland : Archibald Bishop (13 épisodes)
- Dan Via : Gabe McMillan (10 épisodes)
- Garett Ross : Sterns (9 épisodes)
- Russell Jordan : Principal Dennis (5 épisodes)
- Amy Jackson Lewis : Jamie (5 épisodes)
- Johnny Yoder : Breck (5 épisodes)
- Helene Taylor : Mrs Winters (5 épisodes)
- Liza Weil : Dr Glass (4 épisodes)
- Marissa Skell : Carey (4 épisodes)
- Erin Brittany Shaw : camarade de classe (2 épisodes)
- Jesse May : Ben (2 épisodes)
- Kira Sternbach (1 épisode)

## Épisodes
En 2015, des « scènes perdues » (The Lost Scenes) se sont ajoutées aux saisons.
| Saison | épisodes  | début            | fin          |
| ------ | --------- | ---------------- | ------------ |
| 1      | 10 + 3 SP | 8 décembre 2008  | 30 juin 2009 |
| 2      | 10 + 4 SP | 15 décembre 2009 | 8 juin 2010  |
| 3      | 6 + 3 SP  | 26 avril 2011    | 20 mars 2012 |

### Première saison (2008-2009)
1. Heavy Lifting (8 décembre 2008)
2. New Alliance (16 décembre 2008)
3. Countdown (6 janvier 2009)
4. Vivian and Aster (13 janvier 2009)
5. The Note: Part 1 (24 mars 2009)
6. The Note: Part 2 (31 mars 2009)
7. Welcome to the Party, Now Clean Up the Mess: Part 1 (11 mai 2009)
8. Welcome to the Party, Now Clean Up the Mess: Part 2 (19 mai 2009)
9. Out of the Gate (17 juin 2009)
10. Enormous Changes at the Last Minute (30 juin 2009)
11. The Lost Scenes: Tomorrow Without You (22 septembre 2015)
12. The Lost Scenes: The First Time (29 septembre 2015)
13. The Lost Scenes: Miles of Possibility (27 octobre 2015)

### Deuxième saison (2009-2010)
1. The Real Thing (15 décembre 2009)
2. Quickly, to the Exits (29 décembre 2009)
3. Identity Crisis (12 janvier 2010)
4. Girl Talk (23 février 2010)
5. One Step Forward, One Step Back (9 mars 2010)
6. The Things We Know (23 mars 2010)
7. Date Night (27 avril 2010)
8. Naming Things (11 mai 2010)
9. Private Rooms and Public Spaces (31 mai 2010)
10. Curtain Up (8 juin 2010)
11. The Lost Scenes: Just Friends (1er septembre 2015)
12. The Lost Scenes: Born This Way (15 septembre 2015)
13. The Lost Scenes: For All to See (13 octobre 2015)
14. The Lost Scenes: Someday (3 novembre 2015)

### Troisième saison (2011-2012)
1. Stick Figures (26 avril 2011)
2. Far Away (10 mai 2011)
3. Something Old Something New (24 mai 2011)
4. Mapping Home (7 juin 2011)
5. 2,500 Miles to You (21 juin 2011)
6. We Went Down to Battery Park (20 mars 2012)
7. The Lost Scenes: Hard to Forget (8 septembre 2015)
8. The Lost Scenes: No One's Picking Up the Phone (6 octobre 2015)
9. The Lost Scenes: Wherever You Go (20 octobre 2015)